# Percichthys melanops
Percichthys melanops é uma espécie de perca da família Percichthyidae.
Apenas pode ser encontrada no Chile.